# Toilers Mountain
Toilers Mountain är ett berg i Antarktis. Det ligger i Östantarktis. Nya Zeeland gör anspråk på området. Toppen på Toilers Mountain är 1 955 meter över havet.
Terrängen runt Toilers Mountain är kuperad åt sydost, men åt nordväst är den platt. Trakten är obefolkad. Det finns inga samhällen i närheten.